# Franc Palme
Franc Palme (geboren 14. Dezember 1914 in Graz; gest. 27. Februar 1946 in Ljubljana) war ein jugoslawischer Skispringer, Gewinner des ersten Skisflugwettbewerbs der Geschichte und Olympiateilnehmer 1936. 

## Werdegang
Im Jahr 1932 stellte er während des Wettbewerbs in Bohinjska Bistrica drei jugoslawische Rekorde in der Sprungweite auf (der erste davon lag bei 43 m). 1933 belegte er bei der Nordischen Skiweltmeisterschaft in Innsbruck den 39. Platz im Wettkampf auf der Großschanze (K-70). Am 4. Februar 1934 gewann er die Meisterschaften des Königreichs Jugoslawien, wo auch die erste Skiflugschanze der Welt eingeweiht wurde – Bloudková velikanka in Planica (K-90), mit Sprüngen von 55 m und 60 m. Beim ersten internationalen Wettbewerb auf dieser Schanze, der am 25. März 1934 ausgetragen wurde, belegte er den letzten (14.) Platz. 1935 wurde er 54. im Wettkampf auf der Großschanze (K-55) während der Nordischen Ski-Weltmeisterschaften in der Hohen Tatra. 1936 nahm er an den Olympischen Spielen teil und belegte beim olympischen Großschanzenwettbewerb (K-80) in Garmisch-Partenkirchen den 43. Platz. 1939 wurde er 24. im Wettkampf auf der Großschanze (K-75) während der Nordischen Ski-Weltmeisterschaften in Zakopane.